# 심지백 개국원종공신녹권
심지백 개국원종공신녹권(沈之伯 開國原從功臣錄券)은 조선 태조가 심지백에게 조선의 개국공신 중 원종공신의 작록(爵祿)을 내리며 발행한 교지이다. 부산광역시 동아대학교에서 소장하고 있다.
1962년 12월 20일 대한민국의 국보 제69호 개국원종공신녹권(開國原從功臣錄券)으로 지정되었다가, 2010년 8월 25일 현재의 명칭으로 변경되었다.

## 개요
조선 태조 6년(1397) 10월에 공신도감(功臣都監)에서 왕의 명령을 받아 심지백(沈之伯)에게 내린 문서로, 공신임을 입증하는 내용을 담고 있다. 크기는 가로 140cm, 세로 30.5cm이며, 원래는 함경남도 단천군 파도면 심씨 집안에서 물려 내려오던 것이다.
개국원종공신(開國原從功臣) 제도는 조선시대에 개국공신을 늘리려는 의도에서 만들어진 일종의 새로운 포상제도로, 1392년부터 1397년까지 여러 차례에 걸쳐 1,400여 명에게 봉해졌다. 심지백이 녹권을 받을 때에도 74명이 함께 받았는데, 이때 그들에게 내린 포상으로는 각기 밭 15결(結)을 내렸고, 각 공신의 부모와 처에게는 땅을 주고 벼슬을 내렸으며, 자손에게는 벼슬을 주었다. 이러한 사실은 실록에도 빠져있어 알려지지 않았으나 이 문서에 의하여 비로소 알려지게 되었다.
이 문서는 조선 전기의 문서로 이두문(吏讀文)이 많이 사용되어 그 문체와 내용이 귀중한 역사적 자료가 되며, 목활자를 이용하여 찍어냈다는 점에서 더욱 중요성이 엿보인다. 또한 조선 전기의 목활자 인쇄물로서 상태가 완전하고 남한에 전해지고 있는 것으로는 이 문서가 으뜸으로 손꼽혀지는데, 두루마리로 되어있는 점에서도 조선 전기의 특징을 엿볼 수 있다. 글자 크기가 일정하지 않고 글자배열이 고르지 않는 등 인쇄가 정교하지는 않으나, 현존하는 목활자 인쇄물이라는 점에서 한국 활자 역사상 매우 귀중한 인쇄자료가 된다. 

## 같이 보기
- 심지백

## 참고 자료
- 심지백 개국원종공신녹권 - 국가유산청 국가유산포털